# Копили
Копили (на украински: Копили) е село в Украйна, Полтавски район на Полтавска област. Намира се в община Терешки, на 3 km югоизточно от Полтава в близост до сливането на реките Ворскла и Коломак. Разположено е на магистрала E40 и железопътна линия Полтава–Красноград. Населението му е около 2525 души (2001 г.).